# Giuseppe Raddi

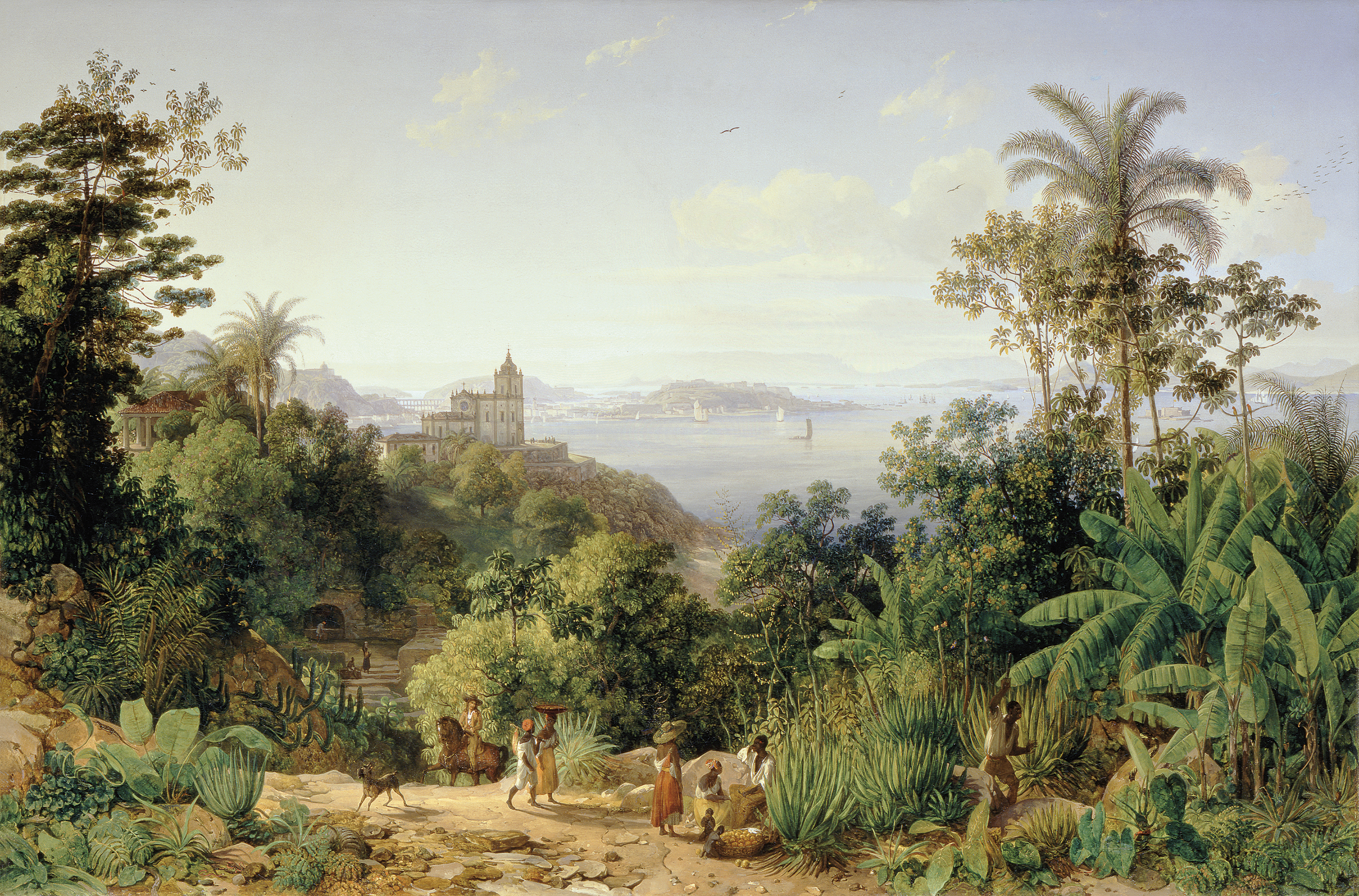
Les environs de Rio de Janeiro par Thomas Ender, membre de l'expédition autrichienne au Brésil

Giuseppe Raddi, né le 9 juillet 1770 à Florence et mort le 6 septembre 1829 à Rhodes, est un botaniste italien.
Originaire de Toscane, Giuseppe Raddi part pour un an au Brésil en avril 1817, sous les auspices du grand-duc de Toscane, avec l'expédition scientifique autrichienne au Brésil, en compagnie de Spix, Martius, Pohl, Natterer et d'autres scientifiques. Il prend le bateau du retour en juin 1818.
À son retour, il publie quelques articles sur ses travaux au Brésil. Il  meurt peu après sur le chemin du retour d'une nouvelle mission au Égypte.

## Biographie
Giuseppe Raddi naquit à Florence le 9 juillet 1770, de parents pauvres. Devenu orphelin, il entra comme apprenti dans le laboratoire d’un pharmacien. Son goût pour les sciences naturelles ne tarda pas à se révéler, et il montra de si heureuses dispositions que son patron le prit en amitié et le fit connaître aux naturalistes les plus distingués, entre autres Ottaviano Targioni Tozzetti, professeur de botanique ; Giovanni Fabbroni, directeur du muséum d’histoire naturelle, et le docteur Attilio Zuccagni, préfet du même musée. Ce dernier le fit employer dans le jardin botanique et voulut l’avoir auprès de lui pour l’aider dans ses travaux. Raddi n’avait alors que quatorze ans. Passionné pour l’étude des plantes, il parcourut plus de la moitié de la Toscane et forma un herbier très-complet de cette contrée. Ses travaux lui donnèrent bientôt quelque réputation, même à l’étranger, et il obtint du grand-duc Ferdinand III un emploi honorable dans le musée de physique de Florence. En 1817, il fut chargé par le gouvernement de faire un voyage scientifique au Brésil, et après un séjour de six mois dans ce pays, il en rapporta une riche collection de plantes et d’animaux. Le gouvernement français ayant décidé d’envoyer en Égypte une commission, à la tête de laquelle se trouvait Champollion, afin d’examiner les inscriptions hiéroglyphiques dont cette partie de l’Afrique est si riche, le grand-duc de Toscane profita de cette circonstance pour adjoindre quelques-uns de ses sujets aux savants français. Ce furent Ippolito Rosellini, professeur de langues orientales à l’université de Pise ; Gaetano Rosellini, son oncle, et Raddi, comme naturalistes ; enfin Alessandro Ricci et Giuseppe Angelelli, comme dessinateurs. Partis au mois de juillet 1828, ils allèrent débarquer à Alexandrie et s’avancèrent jusque dans la Nubie. Après plusieurs mois de travaux et de courses pénibles, Raddi fut atteint d’une violente dysenterie ; mais malgré les progrès du mal et les avis de ses amis, qui le pressaient de retourner en Italie, il ne voulut point interrompre ses recherches et remplit sa mission jusqu’au bout. Déjà il s’était rembarqué à Alexandrie pour revenir en Europe ; mais il fut contraint de relâcher à Rhodes, où il succomba le 6 septembre 1829, laissant à ses amis le soin d’apporter en Italie les collections aussi nombreuses que variées qu’il avait faites. Le grand-duc de Toscane conserva à sa famille, comme pension, le traitement dont il jouissait et acquit son herbier particulier pour le réunir à celui de Pise.
Presque tous les écrits de Raddi ont été insérés dans des recueils, tels que les Actes de l’académie des sciences, les Mémoires de la société italienne, les Opuscules scientifiques de Bologne, le Journal de Pise, l’Anthologie de Florence, etc. Tous les ouvrages qu’il a publiés séparément ont rapport aux plantes cryptogames, dont il avait fait une étude particulière dès sa jeunesse. Ce sont :
- Sulle specie nuove di funghi ritrovate ne’ contorni di Firenze e non registrale nella 13a editione del sistema di Linneo, Florence, 1807 ;
- Sulle specie nuove e rare di piante crittogame ritrovate ne’ contorni di Firenze, 1808 ;
- Jungermanniografia etrusca, Florence, 1818 ;
- Le crittogame Brasiliane, Florence, 1822 ;
- Plantarum Brasiliensium nota genera et species novæ vel minus cognitæ, Florence, 1825, 1re partie. Ce dernier ouvrage, le plus important de Raddi, est malheureusement resté incomplet. Il contient la description de cent cinquante-six espèces de plantes appartenant au genre des fougères et représentées dans quatre-vingt-dix-sept planches.

Raddi était connu des botanistes les plus célèbres de l’Europe, qui lui ont presque tous rendu l’hommage le plus flatteur dans leurs ouvrages. Le P. Leandro do Santíssimo Sacramento, professeur de botanique à Rio de Janeiro, a donné à une plante le nom de raddia ou raddifia, que de Candolle a conservé dans ses classifications. Raddi lui-même n’avait pas été avare de cette sorte d’hommage envers ses amis, car on trouve dans ses écrits plusieurs genres de plantes nouvelles, classées sous les noms de fossombronia, corsinia, bellincinia, fabronia, pellia, reboulia, antoiria, olfersia, rhumhora, bertolonia, leandra, matlhisonia, macroceratides et schnella, qui toutes rappellent des hommes plus ou moins illustres dans la science.

## Quelques publications
- Jungermanniografia etrusca. Memoria, Società tipografica, Modène, 1818.
- Agrostografia Brasiliensis sive enumeratio plantarum ad familias naturales graminum et ciperiodarum spectantium quas in Brasilia collegit et desripsit, Tip. Ducale, Lucca, 1823.
- Plantarum Brasiliensum Nova Genera et Species Novae, vel minus cognitae, Aloisius Pezzati, Florence, 1825, ouvrage resté inachevé.
- Enumerazione delle specie di Piper raccolte al Brasile, in «Nuovo Giornale dei Letterati», 1828, n. XL (juillet-août), parte scientifica, pp. 3–11.
- Descrizione di una specie di Elettari o Cardamomo del Brasile, in «Nuovo Giornale dei Letterati», 1828, n. XL (juillet-août), parte scientifica, pp. 12–16.